# Château Ausone
Château Ausone ist ein französisches Weingut und liegt im Bereich Saint-Émilion auf einem Plateau mit Blick in das Tal der Dordogne.
Neben Château Cheval Blanc war es das einzige Weingut aus der Appellation Saint Émilion, das zwischen 1955 und 2022 ununterbrochen mit der höchsten Einstufung Premier Grand Cru Classé A der Klassifizierung der Weine von Saint-Émilion (siehe auch den Artikel Bordeauxwein (Klassifikation)). Im Juni 2021 kündigte der Verantwortliche an, sich für die Klassifizierung 2022 nicht für eine Auszeichnung zu bewerben; gleiches galt für Château Cheval Blanc. Sie kritisierten insbesondere, dass den Aspekten Tourismus und sozialen Netzwerken zu breiten Raum in der Bewertung gegeben wurde.. Neben der Qualität seiner Weine ist Château Ausone auch für den in Felsen gehauenen, domartigen Weinkeller bekannt.
Das Château Ausone befindet sich – laut Robert Parker – „in strategisch herrlicher Lage auf einem der Kalksteinhänge unterhalb des Dorfes St. Emilion“. Die Weinberge von Ausone sind von einem Gürtel von Felswänden umgeben, die sich nach Süden öffnen. Die Rebflächen haben hierdurch eine optimale Sonneneinstrahlung und sind vor den kalten Nordwinden geschützt.
In der Nähe befinden sich die Reste einer großen römischen Villa. Möglicherweise war dies der Sitz des in Bordeaux geborenen römischen Dichters Ausonius (310–395), der hier nachweislich Weinberge besessen hatte. Neuerdings reklamiert auch Château Canon-La Gaffelière Anspruch auf die historisch bedeutende Lage.

## Lage, Boden und Rebsorten
Das Château befindet sich im Südosten des Gebietes der Appellation von Saint-Émilion, nur einige hundert Meter von der Gemeinde Saint-Émilion entfernt. Die 7,3 Hektar großen Weinberge liegen genau an der Nahtstelle zwischen dem Kalksteinplateau von Saint-Émilion und den Kiesablagerungen der Dordogne am Fuße des Plateaus. Die Hanglage zwischen Plateau und dem Fuß ist einem Amphitheater gleich ideal nach Süden ausgerichtet.
Das Durchschnittsalter der Rebstöcke liegt bei 50 Jahren. Die aktuelle Bepflanzung liegt bei 50 % Merlot und 50 % Cabernet Franc.

## Wein
Die Weine von Ausone sind aufgrund der kleinen Anbaufläche nur in winzigen Mengen im Markt. Nur wenige Weinkenner haben daher Kontakt mit Ausone-Weinen. Diese Weine sind oftmals außergewöhnlich eigenständig, was auf den hohen Anteil des würzigen Cabernet Franc zurückgeführt werden kann. Es gibt aber auch ausgesprochene Enthusiasten gerade für die ungewöhnlichen Weine von Ausone. Die Weine werden immer auf dem allerhöchsten Preisniveau von Saint-Émilion-Weinen gehandelt, sind oftmals deutlich teurer als der gleichrangige Wein des wesentlich größeren Châteaus Cheval Blanc und übertreffen im Preis nicht selten eine Mehrzahl der Weine aus der teureren Nachbar-Appellation Pomerol. Man kann es somit als Glücksfall und Seltenheit ansehen, einen Wein von Ausone ins Glas zu bekommen.
Seit 1995 nutzt man die beratenden Dienste des Önologen Michel Rolland, dessen Einfluss die Qualität der Weine nochmals stark verbesserte. Das Team Vauthier/Rolland reduzierte die Erträge, um eine noch höhere Konzentration des Weines zu erreichen und führte die „malolaktische Gärung“ in kleinen Fässern statt in großen Stahltanks ein.
Nach Auffassung des Weinexperten Parker kommt dadurch das außergewöhnliche terroir von Ausone noch besser zur Geltung, die Weine sind „im Aroma noch reicher und verführerischer“.
Doch natürlich produzierte das Chateau auch bereits vorher – abgesehen von einer „Schwächeperiode in den siebziger Jahren“ (Horst Dippel) – vor allem in den Spitzenjahrgängen Weine auf allerhöchstem Niveau.
Spitzenjahrgänge waren zum Beispiel 1874, 1900, 1921, 1929, 1982, 1983, 1990, 1995, 1996, in jüngster Zeit 1998, 1999, 2000, 2001, 2002, 2003, 2004, 2005; man kann also sagen, dass das hohe Niveau noch wesentlich konstanter geworden ist als vorher. Allerdings sollte ein Ausone-Wein erst nach einer Reifezeit von ca. 10 Jahren getrunken werden, da er – nach übereinstimmender Auffassung der Weinexperten – erst dann seinen Geschmack voll entfaltet hat.
Der Zweitwein des Weinguts heißt Chapelle d’Ausone.

## Geschichte des Weinguts
Château Ausone wurde in seiner heutigen Form vermutlich im 14. Jahrhundert gegründet und befindet sich seit 250 Jahren im Besitz der Familien Vauthier und Dubois-Challon. Der Familienzweig der Vauthiers kaufte nach langem Streit im Jahre 1966 die Anteile von Madame Dubois-Challon und ist nun alleiniger Eigentümer. Die heutigen Besitzer sind Catherine und Alain Vauthier.